# El Limón, Guadalupe
El Limón är en ort i Mexiko.   Den ligger i kommunen Guadalupe och delstaten Puebla, i den sydöstra delen av landet, 180 km sydost om huvudstaden Mexico City. El Limón ligger 1 037 meter över havet och antalet invånare är 215.
Terrängen runt El Limón är kuperad åt sydväst, men åt nordost är den platt. El Limón ligger nere i en dal. Runt El Limón är det ganska glesbefolkat, med 42 invånare per kvadratkilometer. Närmaste större samhälle är Mixquitepec, 4,9 km nordost om El Limón. I omgivningarna runt El Limón växer huvudsakligen savannskog.